# 大阪市立林寺小学校
大阪市立林寺小学校（おおさかしりつ はやしでら しょうがっこう）は、大阪府大阪市生野区にあった公立小学校。2022年3月に閉校し、周辺の小中学校計5校との統合で大阪市立義務教育学校生野未来学園へと再編された。

## 概要
生野区の南西部を校区とし、校区の南側は阿倍野区および東住吉区と接している。
「林寺」については、学校周辺の地名は「はやしじ」と読むが、学校名は「はやしでら」と読む。一帯の元々の地名は「はやしでら」だったが、その後地名は「はやしじ」と読まれるようになった。
1934年に大阪市生野尋常小学校（現在の大阪市立生野小学校）より分離開校した。
2022年に従来の西生野小学校と生野中学校の校地を引き継ぎ、大阪市立義務教育学校生野未来学園へと統合されることになっている。これに伴い2022年3月31日付で閉校となった。

## 沿革
- 1934年4月1日 - 大阪市生野第三尋常小学校として開校。
- 1934年9月21日 - 室戸台風接近に伴う暴風雨により、死者3人、負傷者4人[2]。
- 1941年4月1日 - 国民学校令により、大阪市林寺国民学校に改称。
- 1944年 - 奈良県奈良市、生駒郡平城村・伏見村（現在は奈良市に編入）、生駒郡郡山町（現在の大和郡山市）へ集団疎開。
- 1947年4月1日 - 学制改革により、大阪市立林寺小学校に改称。
- 1951年6月7日 - 生野南小学校の起源となる第四分校を設置[3]。
- 1952年4月1日 - 従来の校区の一部を、新設の大阪市立生野南小学校校区へ分離。
- 1956年4月1日 - 従来の校区の一部を、新設の大阪市立西生野小学校校区へ分離。
- 1958年7月3日 - 養護学級が置かれた分校を設置[3]。
- 1979年3月18日 - 分校を閉鎖。養護学級を本校へ統合[3]。
- 1986年3月31日 - 分校を廃止[3]。
- 2022年3月31日 - 生野中学校区（生野小学校、舎利寺小学校、林寺小学校、西生野小学校、生野中学校）の学校再編に伴い閉校。

## 通学区域
- 大阪市生野区 林寺1丁目・2丁目の全域、林寺3丁目の一部、林寺4丁目の一部。
卒業生は大阪市立生野中学校に進学していた。

## 跡地の活用
跡地にインターナショナル・スクールを誘致する構想が、2022年10月に発表された。

## 交通
- 大阪環状線 寺田町駅 東へ約1km。
- 関西本線（大和路線） 東部市場前駅 北西へ約1.2 km。
- 近鉄南大阪線 河堀口駅 北東へ約1.3 km。
- 大阪シティバス 林寺小学校バス停、林寺1丁目バス停。